# Agnès de Méranie (1215-1263)
Pour l’article homonyme, voir Agnès de Méranie.
Agnès de Méranie (vers 1215 - 7 janvier 1263) est un membre de la maison d'Andechs. Par ses deux mariages, elle est duchesse d'Autriche de 1230 à 1243 et duchesse de Carinthie de 1256 jusqu'à sa mort.

## Famille

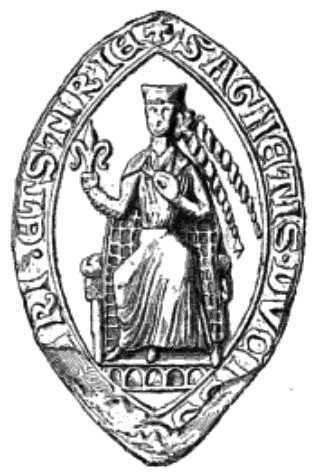
Sceau d'Agnès de Méranie, duchesse d'Autriche.

Agnès est la fille du duc Othon Ier de Méranie et de la comtesse Béatrice II de Bourgogne. Par son père, elle est la petite-fille d'Agnès de Wettin et de Berthold IV von Diessen. Par sa mère, elle est la petite-fille de Othon Ier de Bourgogne et de Marguerite de Blois. Elle est la nièce et homonyme d'Agnès de Méranie, reine de France.
Elle est la sœur cadette d'Otton III de Bourgogne, et la sœur aînée de Béatrice, épouse d'Hermann II de Weimar-Orlamünde, de Marguerite, épouse de Premysl Ier de Moravie, d'Alix, qui succède à leur frère comme comtesse de Bourgogne et d'Élisabeth, épouse de Frédéric III de Nuremberg.

## Mariages
En 1229, Agnès épouse Frédéric de Babenberg, fils et héritier du duc Léopold VI d'Autriche. Son mari, connu sous le nom de "le Querelleur", a répudié sa première femme, Eudoxie Laskarina, une fille de Théodore Ier Lascaris et d'Anne Ange, l'accusant d'infertilité. Il devient duc d'Autriche en 1230. S'appuyant sur la dot d'Agnès comprenant de grands domaines dans la Marche de Carniole et la Marche windique, il commence également à se faire appeler "Seigneur de Carniole" à partir de 1232. Cependant, Frédéric II la répudie aussi en raison de l'absence d'enfant en 1243.
À partir de 1250, Agnès est documentée comme épouse d'Ulrich III de Carinthie, qui devient duc de Carinthie à la mort de son père en 1256 et à qui elle transmet ses possessions dans la Marche de Carniole. Le couple a deux enfants, morts jeunes.
Agnès meurt en 1263 et est inhumée en l'abbaye de Stična dans la Marche windique. Après la mort de son deuxième mari en 1269, sa dot passe au roi Ottokar II de Bohême.